# Antarktisz-egyezmény
Az  Antarktisz-egyezmény  és a hozzá kapcsolódó megállapodások, melyeket összefoglaló néven Antarctic Treaty System-nek vagy ATS-nek neveznek, Antarktisznak, a Föld egyetlen, állandó lakosság nélküli földrészének nemzetközi jogi viszonyait szabályozza. Az egyezmény definíciója értelmében Antarktisz a 60. déli szélességtől délre eső szárazföld és jégmező együttesen. Az egyezményt napjainkig 53 ország írta alá. Az aláírók Antarktiszt tudományos, védett területként ismerik el, melyen szabad tudományos kutatás folyhat, és melyen megtiltják a katonai tevékenységet. Ez volt az első olyan fegyverkorlátozási egyezmény, melyet még a hidegháború idején hoztak tető alá.

## Az Antarktisz-egyezmény és a kapcsolódó szerződések

Kutatóállomások és területi igények az Antarktiszon (2002).

### Az alapszerződés
Az alapszerződést 1959. december 1-jén nyitották meg aláírásra, és 1961. június 23-án lépett hatályba. Az eredeti aláíró felek közé az az 1957-58-as nemzetközi geofizikai évben aktív 12 ország tartozott, akik elfogadták az Amerikai Egyesült Államok meghívását a megállapodásról folytatott konferenciára. Ezeknek az országoknak jelentős érdekeltsége fűződött az Antarktiszhoz. Az országok: az Amerikai Egyesült Államok, Argentína, Ausztrália, Belgium, Chile, a Dél-afrikai Köztársaság, az Egyesült Királyság, Franciaország, Japán, Norvégia, a Szovjetunió, és Új-Zéland. Az aláírók összesen több mint 50 antarktiszi kutatóállomást létesítettek a nemzetközi geofizikai évre. Az egyezmény a tudományos együttműködés diplomáciai kifejezése volt.

#### Az Antarktisz-egyezmény cikkelyei
- 1. cikkely – a terület kizárólag békés célokra vehető igénybe, katonai tevékenység, például fegyverek tesztelése tilos, azonban tudományos kutatásra és bármilyen más békés célra katonai személyzet és eszközök felhasználhatók;
- 2. cikkely – a tudományos kutatás és együttműködés szabadsága;
- 3. cikkely – az Egyesült Nemzetek Szervezetével és más nemzetközi szervezetekkel együttműködve, az információ és személyzet szabad cseréje;
- 4. cikkely – az egyezmény nem ismer el, nem vitat, és nem alapoz meg területi igényeket; az egyezmény hatálya alatt új igény nem juthat érvényre;
- 5. cikkely – megtiltja a nukleáris robbantásokat és radioaktív hulladékok elhelyezését;
- 6. cikkely – az egyezmény hatálya alá tartozik a 60 déli szélességtől délre eső minden szárazföldi terület és jégmező;
- 7. cikkely – az egyezményt aláíró részesállamoknak szabad hozzáférése van bármely területhez, beleértve a légi megfigyeléseket is, és bármelyik kutatóállomást, telepített eszközt illetve berendezést megvizsgálhatják. Minden tevékenységet és katonai személyzet érkezését előre be kell jelenteni;
- 8. cikkely – a megfigyelők és kutatók ügyeiben saját országuk igazságszolgáltatása illetékes;
- 9. cikkely – a részes országok között gyakori konzultációs találkozókat kell tartani;
- 10. cikkely – az egyezményt aláíró országok megakadályozzák bármely ország részéről folytatott, az egyezmény szellemével ellentétes tevékenységet;
- 11. cikkely – a felmerülő vitákat az érintett felek békés úton igyekeznek elrendezni, vagy ha ez nem jár eredménnyel, a Nemzetközi Bírósághoz fordulhatnak;
- 12., 13., 14. cikkelyek – az egyezmény fenntartásával, értelmezésével és módosításával kapcsolatos kérdésekkel foglalkoznak.

Az egyezmény fő célja, hogy biztosítsa, hogy  az Antarktisz területét az egész emberiség érdekében mindig is kizárólag békés célokra használják, és ne váljon nemzetközi viszály helyszínévé vagy tárgyává. Az egyezmény megtilt mindenféle katonai természetű tevékenységet, de nem tiltja a katonai személyzet jelenlétét.

### Egyéb megállapodások

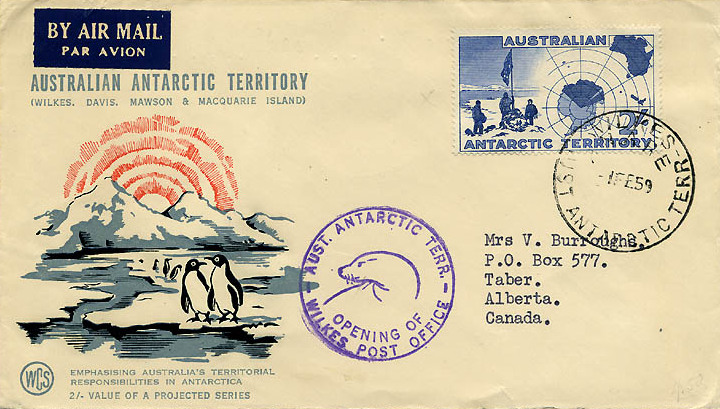
Postai boríték 1959-ből, mely az Ausztrál Antarktiszi Terület Wilkes postahivatala megnyitásának állít emléket

Az egyezmény konzultatív tanácskozásain a részes államok mintegy 200 javaslatot dolgoztak ki, melyeket kormányaik ratifikáltak. Ezek közül néhány jelentősebb:
- Az antarktiszi állat- és növényvilág megőrzésére irányuló szabályok (1964) (1982-ben lépett hatályba)
- Egyezmény az antarktiszi fókák védelméről (1972)
- Egyezmény a déli-sarki tengeri állat- és növényvilág védelméről (1980)
- Egyezmény az ásványkincsekkel kapcsolatos tevékenységekről (1988) (bár az egyezményt 1988-ban aláírták, később mégis elutasították, és soha nem lépett hatályba)
- Az Antarktisz-egyezmény környezetvédelmi jegyzőkönyvét 1991. október 4-én írták alá, és 1998. január 14-én lépett hatályba. Az egyezmény felszólít az Antarktisz természeti adottságainak megőrzésére és az Antarktisz környezetvédelmére. Öt függeléke öt speciális területre vonatkozik: a tengerszennyezésre, növény- és állatvilágra, a környezeti hatások felmérésére, hulladékkezelésre és a védett területekre. A tudományos kutatás kivételével megtilt mindenfajta, ásványi anyagokkal kapcsolatos tevékenységet. Hatodik függelékét – mely a környezeti vészhelyzetekkel kapcsolatos kötelezettségekkel foglalkozik – 2005-ben elfogadták, de még nem lépett hatályba. 2011-ben Oroszország jelezte, hogy az ásványkincsekkel kapcsolatos rendelkezéseket felmondja.

## Találkozók
Az Antarktisz-egyezmény éves konzultatív tanácskozása (ATCM) a terület irányításának és igazgatásának nemzetközi fóruma. Az egyezmény aláírói közül csak 28-nak van joga döntéshozóként részt venni a tanácskozásokon, bár a többi 19 tag is részt vehet rajtuk. A döntéshozó résztvevők a „tanácskozó” tagok, ezek az eredeti 12 aláíró mellett az a 16 ország, mely ott folytatott jelentős tudományos tevékenységével kifejezte az Antarktisz iránti érdeklődését.

## Részes országok

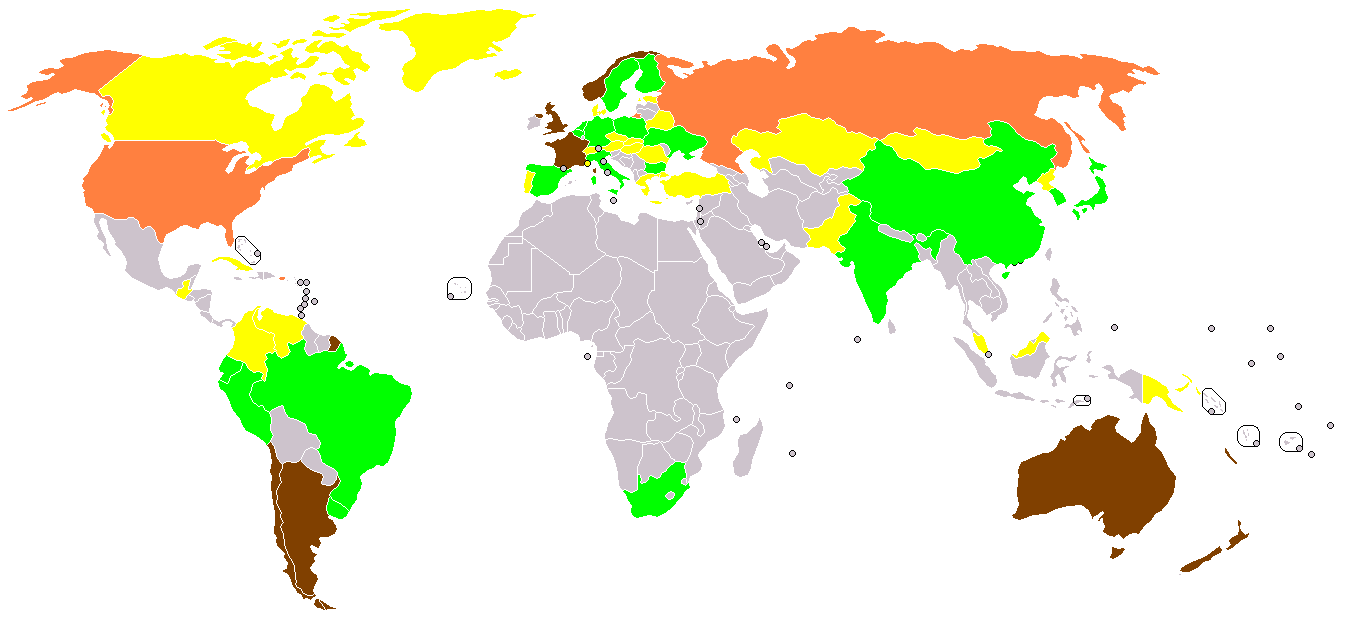
aláíró, tanácskozó, területi igénnyel
aláíró, tanácskozó, fenntartja a jogot területi igényre
aláíró, tanácskozó
aláíró, később csatlakozott
nem írta alá

Megjegyzés: az  ikonra kattintva a táblázat betűrendben vagy időrendben rendezhető.
| Ország                                        | Eredeti aláíró fél | Tanácskozó                  | Később csatlakozó           |
| --------------------------------------------- | ------------------ | --------------------------- | --------------------------- |
| Amerikai Egyesült Államok**                   | 1960. 08. 18.      | 1960. 08. 18.               |                             |
| Argentína (igény)*                            | 1961. 06. 23.      | 1961. 06. 23.               |                             |
| Ausztrália (igény)                            | 1961. 06. 23.      | 1961. 06. 23.               |                             |
| Ausztria                                      |                    |                             | 1987. 08. 25.               |
| Belgium                                       | 1960. 07. 26.      | 1960. 07. 26.               |                             |
| Brazília                                      |                    | 1983. 09. 12.               | 1975. 05. 16.               |
| Bulgária                                      |                    | 1998. 05. 25.               | 1978. 09. 11.               |
| Chile (igény)*                                | 1961. 06. 23.      | 1961. 06. 23.               |                             |
| Costa Rica                                    |                    |                             | 2022. 08. 11.               |
| Csehország (eredeti aláíró Csehszlovákia)     |                    |                             | 1962. 06. 14.               |
| Dánia                                         |                    |                             | 1965. 05. 20.               |
| Dél-afrikai Köztársaság                       | 1960. 06. 21.      | 1960. 06. 21.               |                             |
| Dél-Korea                                     |                    | 1989. 10. 09.               | 1986. 11. 28.               |
| Ecuador                                       |                    | 1990. 11. 19.               | 1987. 09. 15.               |
| Egyesült Királyság (igény)*                   | 1960. 05. 31.      | 1960. 05. 31.               |                             |
| Észak-Korea                                   |                    |                             | 1987. 01. 21.               |
| Észtország                                    |                    |                             | 2001. 05. 17.               |
| Fehéroroszország                              |                    |                             | 2006. 12. 27.               |
| Finnország                                    |                    | 1989. 10. 09.               | 1984. 05. 15.               |
| Franciaország (igény)                         | 1960. 09. 16.      | 1960. 09. 16.               |                             |
| Görögország                                   |                    |                             | 1987. 01. 08.               |
| Guatemala                                     |                    |                             | 1991. 07. 31.               |
| Hollandia                                     |                    | 1990. 11. 19.               | 1967. 03. 30.               |
| India                                         |                    | 1983. 09. 12.               | 1983. 08. 19.               |
| Izland                                        |                    |                             | 2015. 10. 13.               |
| Japán                                         | 1960. 08. 04.      | 1960. 08. 04.               |                             |
| Kanada                                        |                    |                             | 1988. 05. 04.               |
| Kazahsztán                                    |                    |                             | 2015. 01. 15.               |
| Kína                                          |                    | 1985. 10. 07.               | 1983. 06. 08.               |
| Kolumbia                                      |                    |                             | 1989. 01. 31.               |
| Kuba                                          |                    |                             | 1984. 08. 16.               |
| Lengyelország                                 |                    | 1977. 07. 29.               | 1961. 06. 08.               |
| Malajzia                                      |                    |                             | 2011. 10. 31.               |
| Magyarország                                  |                    |                             | 1984. 01. 27.               |
| Monaco                                        |                    |                             | 2008. 05. 30.               |
| Mongólia                                      |                    |                             | 2015. 03. 23.               |
| Németország (igény) (1945 óta pihentetve) NDK |                    | 1981. 03. 03. 1987. 10. 05. | 1979. 02. 05. 1974. 11. 19. |
| Norvégia (igény)                              | 1960. 08. 24.      | 1960. 08. 24.               |                             |
| Olaszország                                   |                    | 1987. 10. 05.               | 1981. 03. 18.               |
| Oroszország (eredeti aláíró Szovjetunió)**    | 1960. 11. 02.      | 1960. 11. 02.               |                             |
| Pakisztán                                     |                    |                             | 2012. 03. 01.               |
| Pápua Új-Guinea                               |                    |                             | 1981. 03. 16.               |
| Peru                                          |                    | 1989. 10. 09.               | 1981. 04. 10.               |
| Portugália                                    |                    |                             | 2010. 01. 29.               |
| Románia                                       |                    |                             | 1971. 09. 15.               |
| Spanyolország                                 |                    | 1988. 09. 21.               | 1982. 03. 31.               |
| Svédország                                    |                    | 1988. 09. 21.               | 1984. 03. 24.               |
| Svájc                                         |                    |                             | 1990. 11. 15.               |
| Szlovákia (eredeti aláíró Csehszlovákia)      |                    |                             | 1962. 06. 14.               |
| Szlovénia                                     |                    |                             | 2019. 04. 22.               |
| Törökország                                   |                    |                             | 1996. 01. 25.               |
| Ukrajna                                       |                    | 2004. 05. 27.               | 1992. 10. 28.               |
| Új-Zéland (igény)                             | 1960. 11. 01.      | 1960. 11. 01.               |                             |
| Uruguay                                       |                    | 1985. 10. 07.               | 1980. 01. 11.               |
| Venezuela                                     |                    |                             | 1999. 05. 24.               |

* Átfedő igények

** Fenntartja a jogot igény benyújtására
2009 őszéig 47 részes állam írta alá az egyezményt: 28 tanácskozó és 19 később csatlakozott állam. A tanácskozó (szavazati joggal rendelkező) tagok közé tartozik az a hét részes állam is, akik területi igényt támasztanak az Antarktisz egy részére. A 21, területi igényt nem támasztó részes állam némelyike vagy nem ismeri el az igény jogosságát, vagy nem foglalt állást a kérdésben.

### Területi igények
| Argentína területi igénye az Antarktiszon | Ausztrália területi igénye az Antarktiszon | Chile területi igénye az Antarktiszon | Az Egyesült Királyság területi igénye az Antarktiszon | Franciaország területi igénye az Antarktiszon | Norvégia területi igénye az Antarktiszon | Új-Zéland területi igénye az Antarktiszon |
| Argentína                                 | Ausztrália                                 | Chile                                 | Egyesült Királyság                                    | Franciaország                                 | Norvégia                                 | Új-Zéland                                 |

## Az Antarktisz-egyezmény Titkársága
Az Antarktisz-egyezmény Titkárságát (Antarctic Treaty Secretariat) Argentína fővárosában, Buenos Airesben 2004 szeptemberében hozta létre az Antarktisz-egyezmény Konzultációs Ülése. Az első titkárságvezető a holland Jan Huber volt, ötéves megbízatása 2009. augusztus 31-én járt le. Utódja, a német Mandfred Reinke négyéves mandátumot kapott.
Az Antarktisz-egyezmény Titkárságának feladatai a következők:
- Megszervezi az Antarktisz-egyezmény éves konzultatív tanácskozását (ATCM), valamint a Környezetvédelmi Bizottság (CEP) találkozóit.
- Elősegíti az információáramlást az egyezmény és a környezetvédelmi jegyzőkönyv által érintett felek között.
- Gyűjti, tárolja, rendszerezi és publikálja az ATCM dokumentumait.
- A nyilvánosság számára elérhetővé teszi és terjeszti az egyezményről és az Antarktiszon folyó tevékenységről szóló információkat.

## Jogrendszer
Az Antarktiszon nincs állandó lakosság, ennek következtében állampolgárságról vagy kormányzatról sem lehet beszélni. Az Antarktisz területén élő bármely személy valamely másik állam fennhatósága alá tartozik, nem létezik antarktiszi fennhatóság. Az Antarktisz területének nagy részére egy vagy több ország tart fenn igényt, de az országok többsége nem ismeri el határozottan ezt az igényt. A földrész területének a nyugati hosszúság 90. és 150. foka közé eső része, valamint a norvég szektor belső része a Föld egyetlen olyan nagyobb területe, melyre egyetlen ország sem tart fenn igényt.
Az Antarktisz-egyezményt és a hozzá kapcsolódó környezetvédelmi jegyzőkönyvet aláíró részes államok végrehajtják az egyezményekben foglaltakat, döntéseiket saját jogrendszerük alapján hozzák. Ezek a törvények általában csak saját, az Antarktisz területén tartózkodó állampolgáraikra vonatkoznak, a törvények elősegítik a tanácskozó tagok konszenzuson alapuló döntéseinek érvényre jutását: milyen tevékenységek engedhetők meg, mely területekre való belépéshez szükséges engedély, milyen környezetvédelmi hatásvizsgálatnak kell megelőznie a tevékenységeket, stb. Az Antarktisz-egyezményt gyakran az emberiség közös örökségének egyik példájaként emlegetik.

## Kapcsolódó szócikk
- Az Antarktisz területei